# I Liceum Ogólnokształcące im. Tadeusza Kościuszki we Włodawie
I Liceum Ogólnokształcące im. Tadeusza Kościuszki we Włodawie – najstarsza szkoła średnia działająca we Włodawie; początkowo jako prywatne gimnazjum (od 1936 roku), następnie jako państwowe Gimnazjum nr 536 (od 1937), wreszcie jako liceum ogólnokształcące (od 1939 r.).

## Historia
27 sierpnia 1936 r. Kuratorium Okręgu Szkolnego Lubelskiego wydało koncesję na otwarcie Prywatnego Gimnazjum Koedukacyjnego Ogólnokształcącego Towarzystwa Szkoły Średniej we Włodawie. W inauguracji roku szkolnego 3 września 1936 r. uczestniczyło 127 uczniów w dwóch klasach pierwszych i jednej drugiej. Podstawę finansowania szkoły stanowiło czesne w wysokości 300 zł rocznie oraz comiesięczna składka na rzecz Towarzystwa Szkoły Średniej w kwocie 50 gr. Początkowo placówka korzystała z pomieszczeń Publicznej Szkoły Powszechnej nr 1 oraz Szkoły Powszechnej nr 3. Jednak już w cztery tygodnie po inauguracji roku szkolnego powołano Społeczny Komitet Budowy Gimnazjum we Włodawie, w którego skład obok innych wybitnych obywateli miasta wchodził ówczesny burmistrz Aleksander Ber. Przeprowadzka szkoły do nowo wybudowanego lokalu przy ul. Szkolnej nastąpiła w grudniu 1938 r.
Prywatne gimnazjum uzyskało status państwowego gimnazjum ogólnokształcącego 15 maja 1937 r. i otrzymało numer 536, a 20 maja 1939 r. na bazie istniejącego gimnazjum utworzono dwuletnie gimnazjum ogólnokształcące, do którego przyjmowano absolwentów czteroletniego gimnazjum, którzy zdali egzamin.
Wybuch II wojny światowej przerwał rozwój szkoły. Budynek gimnazjum i liceum został zajęty przez wojska niemieckie 7 września 1939 r. Początkowo władze okupacyjne zezwoliły na otwarcie gimnazjum i liceum, do których zapisało się 120 uczniów. Pierwsze zajęcia odbyły się 15 listopada w domu państwa Partyków. Po dwóch tygodniach nauki cywilne władze okupacyjne zamknęły szkołę, nakazały likwidację podręczników do historii, geografii, literatury, a także pomocy naukowych i zbiorów bibliotecznych.
W tej sytuacji pedagodzy włodawskiego gimnazjum i liceum rozpoczęli tajne nauczanie, którym formalnie kierował dyrektor Franciszek Cichecki, faktycznie zaś Wacław Derejczyk, nauczyciel języka polskiego, niemieckiego i historii. Włodawscy gimnazjaliści obok tajnych kompletów w konspiracji utworzyli organizację harcerską. Na początku 1940 r. harcmistrz Piotr Kołodziejek zorganizował we Włodawie działalność Szarych Szeregów, polegającą m.in. na szkoleniach z bronią i obserwacji ruchów wojsk niemieckich. W okresie od kwietnia do czerwca 1941 r. Niemcy zlikwidowali cały trzon organizacji, aresztując około 50 osób, głównie gimnazjalistów. Do rozpracowania grupy przyczyniły się błędy młodych konspiratorów oraz zdobycie przez okupanta przedwojennej dokumentacji włodawskiego hufca. Aresztowani po przesłuchaniach w miejscowym gestapo trafili do więzienia na zamku lubelskim, a następnie do Oświęcimia (chłopcy) i Ravensbrück (dziewczęta). Większość uczniów wywiezionych do obozów koncentracyjnych zginęła w nich w ciągu pierwszych kilkunastu miesięcy pobytu.
Po wyzwoleniu spod okupacji hitlerowskiej Towarzystwo Szkoły Średniej uzyskało zgodę na otwarcie czteroletniego gimnazjum i dwuletniego liceum. W sierpniu 1944 r. do szkoły zapisało się 245 uczniów. Utworzono 7 klas gimnazjalnych (cztery pierwsze i po jednej drugiej, trzeciej i czwartej) oraz jedną licealną.
Włodawskie gimnazjum i liceum zostało upaństwowione 1 września 1945 r. Przy placówce powołano wówczas także Ogólnokształcącą Szkołę Średnią dla Dorosłych. W czerwcu 1946 r. odbył się pierwszy w dziejach szkoły egzamin dojrzałości, do którego przystąpiło 11 abiturientów.
W okresie stalinizmu odnotowano naciski na Radę Pedagogiczną, m.in. w związku z niepromowaniem kilku ósmoklasistów sekretarz POP PZPR zarzucał nauczycielom złe podejście klasowe, hołubienie „paniczyków” i „dzieci kułaków”, a dyskryminowanie „dzieci proletariuszy i dzieci towarzyszy”.
W 1962 r. przy włodawskim liceum oddano do użytku internat mieszczący się w nowo wybudowanym budynku.
28 października 1977 r. szkoła otrzymała sztandar i imię Tadeusza Kościuszki.
W okresie powstawania „Solidarności” pracownicy szkoły powołali Komitet Założycielski, na którego czele stanęli Józef Fert, Henryk Rudzki i Stanisław Łuczko. Po ogłoszeniu stanu wojennego zostali oni w grudniu 1981 r. aresztowani i osadzeni we włodawskim zakładzie karnym.

### Dyrektorzy
- Franciszek Cichecki (17 VIII 1936 – 1944)[9]
- Wacław Derejczyk (1 IX 1944 – VIII 1947, z przerwą)[9]
- Alfred Gryniuk (22 III 1947 – 16 IV 1947)[9]
- Mieczysław Bulanda (1 IX 1947 – 1947)[9]
- Józef Tajchert (1 IX 1947 – 1951)[7]
- Stanisław Sadowski (1951-1952)[7]
- Jan Stojek (1 IX 1952 – VIII 1955)[9]
- Stanisław Sadowski (IX 1955 – 1957)[7][9]
- Jan Wieliczko (X 1957 – VIII 1965)[8][9]
- Stanisław Łuczko (1 IX 1965 – 31 VIII 1974)[8][9]
- Aleksander Poniewozik (1 IX 1974 – 31 VIII 1980)[8][9]
- Hieronim Kucharuk (1 IX 1980 – 31 VIII 1991)[8][9]
- Stanisław Pytko (1 IX 1991 – 31 VIII 1995)[8][9]
- Alicja Wit (1995-1999)[8][9]
- Waldemar Stefaniak (1999-2009)[10]
- Arlena Krawczuk (od 2009)[10]

## Szkoła w ostatnich latach
W latach 2014/2015 i 2016/2017 I LO uczestniczyło w ogólnopolskim Programie Wiarygodna Szkoła i dwukrotnie zostało wyróżnione certyfikatem Wiarygodnej Szkoły.
W roku szkolnym 2018/2019 I LO im. Tadeusza Kościuszki we Włodawie prowadziło nabór do pięciu klas pierwszych: humanistycznej, matematycznej, matematyczno-fizyczno-informatycznej, biologiczno-chemicznej i ogólnej. Oprócz języka angielskiego uczniowie mieli możliwość uczenia się języka francuskiego, hiszpańskiego, łacińskiego, niemieckiego oraz rosyjskiego.

### Szkoła w rankingu szkół średnich miesięcznika „Perspektywy”:
| Rok  | w dawnym woj. chełmskim | w woj. lubelskim | w Polsce |
| ---- | ----------------------- | ---------------- | -------- |
| 2023 | 4                       | 34               | 687      |
| 2022 | 2                       | 29               | 626      |
| 2021 | 2                       | 24               | 448      |
| 2020 | 3                       | 35               | 549      |
| 2019 | 3                       | 28               | 439      |
| 2018 | 2                       | 18               | 299      |
| 2017 | 2                       | 32               | 500+     |
| 2016 | 1                       | 20               | 330      |
| 2015 | 1                       | 24               | 341      |
| 2014 | 2                       | 26               | 403      |
| 2013 | 3                       | 28               | 477      |
| 2012 | 3                       | 28               | 500      |
| 2011 | 2                       | 20               | 376      |
| 2010 | 3                       | 16               | 209      |
| 2009 |                         |                  | 227      |

## Absolwenci
Kryterium umieszczenia na tej liście danej postaci było posiadanie przez nią biogramu w polskiej Wikipedii bądź spełnianie kryterium encyklopedyczności.
- Henryka Bartnicka-Tajchert – harcerka, więzień zamku lubelskego, KL Ravensbrück i Bergen-Belsen, odznaczona m.in.: Krzyżem Kawalerskim OOP, Srebrnym Krzyżem Zasługi, Medalem Zwycięstwa i Wolności 1945, Krzyżem „Za Zasługi dla ZHP”[41][42]
- dr hab. Stanisław Stefan Bożyk, prof.UwB – konstytucjonalista, profesor Uniwersytetu w Białymstoku
- dr Adam Benon Duszyk[43] – nauczyciel, historyk, muzealnik – zastępca dyrektora Muzeum im. Jacka Malczewskiego w Radomiu[44], polityk związany z PSL-em
- prof. dr hab. Sławomir Romuald Kadrow[45] – archeolog, wykładowca na UMCS i Uniwersytecie Rzeszowskim
- prof. dr hab. Wiesław Andrzej Kamiński[46] – fizyk, w latach 2005–2008 rektor UMCS
- Eda Ostrowska (właśc. Edwarda Lucyna Ostrowska)[47] – poetka
- prof. dr hab. Zbigniew Sierpiński[48] – entomolog leśny[49]
- prof. dr hab. Leszek Sirko[45] – fizyk, pracownik Instytutu Fizyki PAN, w latach 2015–2016 – podsekretarz stanu w Ministerstwie Nauki i Szkolnictwa Wyższego, w latach 2018–2022 – prezes Polskiego Towarzystwa Fizycznego

## Znani profesorowie
Kryterium umieszczenia na tej liście danej postaci było posiadanie przez nią biogramu w polskiej Wikipedii.
- prof. dr hab. Józef Franciszek Fert – polonista, historyk literatury, poeta, w latach 2004–2012 prorektor KUL; pracownik I LO im. T. Kościuszki w latach 1970–1990.